# Jaltenco
Jaltenco, ibland benämnd Xaltenco (från nahuatl) är en kommun i Mexiko. Den ligger i delstaten Mexiko, i den centrala delen av landet, cirka 40 kilometer norr om huvudstaden Mexico City. Huvudorten i kommunen är San Andrés Jaltenco, men Alborada Jaltenco har något fler invånare. Kommunen ingår i Mexico Citys storstadsområde och hade 26 328 invånare vid folkmätningen 2010, vilket gör Jaltenco till en av de minsta kommunerna i området, både ytmässigt och befolkningsmässigt.